# Soulaire-et-Bourg
Soulaire-et-Bourg és un municipi francès situat al departament de Maine i Loira i a la regió de País del Loira. L'any 2007 tenia 1.354 habitants.

## Demografia

### Població
El 2007 la població de fet de Soulaire-et-Bourg era de 1.354 persones. Hi havia 478 famílies de les quals 68 eren unipersonals (48 homes vivint sols i 20 dones vivint soles), 161 parelles sense fills, 225 parelles amb fills i 24 famílies monoparentals amb fills.
La població ha evolucionat segons el següent gràfic:
Habitants censats

### Habitatges
El 2007 hi havia 514 habitatges, 479 eren l'habitatge principal de la família, 22 eren segones residències i 12 estaven desocupats. 504 eren cases i 8 eren apartaments. Dels 479 habitatges principals, 387 estaven ocupats pels seus propietaris, 84 estaven llogats i ocupats pels llogaters i 8 estaven cedits a títol gratuït; 2 tenien una cambra, 20 en tenien dues, 78 en tenien tres, 95 en tenien quatre i 283 en tenien cinc o més. 443 habitatges disposaven pel capbaix d'una plaça de pàrquing. A 160 habitatges hi havia un automòbil i a 297 n'hi havia dos o més.

### Piràmide de població
La piràmide de població per edats i sexe el 2009 era:
| Homes | Edats   | Dones |
| ----- | ------- | ----- |
| 0     | 95 o +  | 0     |
| 0     | 90 a 94 | 4     |
| 4     | 85 a 89 | 0     |
| 0     | 80 a 84 | 8     |
| 20    | 75 a 79 | 20    |
| 16    | 70 a 74 | 12    |
| 28    | 65 a 69 | 32    |
| 28    | 60 a 64 | 16    |
| 28    | 55 a 59 | 16    |
| 44    | 50 a 54 | 36    |
| 56    | 45 a 49 | 52    |
| 68    | 40 a 44 | 68    |
| 56    | 35 a 39 | 36    |
| 28    | 30 a 34 | 40    |
| 20    | 25 a 29 | 28    |
| 20    | 20 a 24 | 28    |
| 64    | 15 a 19 | 68    |
| 60    | 10 a 14 | 48    |
| 32    | 5 a 9   | 40    |
| 40    | 0 a 4   | 24    |

## Economia
El 2007 la població en edat de treballar era de 880 persones, 674 eren actives i 206 eren inactives. De les 674 persones actives 640 estaven ocupades (348 homes i 292 dones) i 34 estaven aturades (14 homes i 20 dones). De les 206 persones inactives 76 estaven jubilades, 86 estaven estudiant i 44 estaven classificades com a «altres inactius».

### Ingressos
El 2009 a Soulaire-et-Bourg hi havia 500 unitats fiscals que integraven 1.441 persones, la mediana anual d'ingressos fiscals per persona era de 19.093 €.

### Activitats econòmiques
Dels 39 establiments que hi havia el 2007, 1 era d'una empresa de fabricació de material elèctric, 2 d'empreses de fabricació d'altres productes industrials, 11 d'empreses de construcció, 6 d'empreses de comerç i reparació d'automòbils, 3 d'empreses de transport, 2 d'empreses d'hostatgeria i restauració, 3 d'empreses d'informació i comunicació, 5 d'empreses de serveis, 2 d'entitats de l'administració pública i 4 d'empreses classificades com a «altres activitats de serveis».
Dels 7 establiments de servei als particulars que hi havia el 2009, 2 eren paletes, 2 guixaires pintors, 2 lampisteries i 1 restaurant.
L'any 2000 a Soulaire-et-Bourg hi havia 34 explotacions agrícoles que ocupaven un total de 651 hectàrees.

## Equipaments sanitaris i escolars
El 2009 hi havia una escola elemental.

## Poblacions més properes
El següent diagrama mostra les poblacions més properes.